# Đại học Y Śląska
Đại học Y Silesia (tiếng Ba Lan: ląski Uniwersytet Medyczny) là một trường đại học nằm ở Katowice, Ba Lan.
Trường có 10.218 sinh viên và đội ngũ giảng viên gồm 1201 người, bao gồm 295 giáo sư. Trường có năm khoa: Y học, Nha khoa, Dược, Y tế công cộng, Khoa học sức khỏe (bao gồm bằng cấp về điều dưỡng, vật lý trị liệu, chế độ ăn uống). Các khoa tiếng Anh tại Khoa Y và Nha khoa có lần lượt 517 và 57 sinh viên.

## Lịch sử
Trường có tên Akademia Lekarsa (tiếng Anh: Học viện y khoa) khi thành lập vào ngày 20 tháng 3 năm 1948 tại Bytom. Tên được chính thức đổi thành ląską Akademię Medyczną im. Ludwika Waryńskiego (Học viện Ludwik Waryński Silesian) vào tháng 3 năm 1950. 

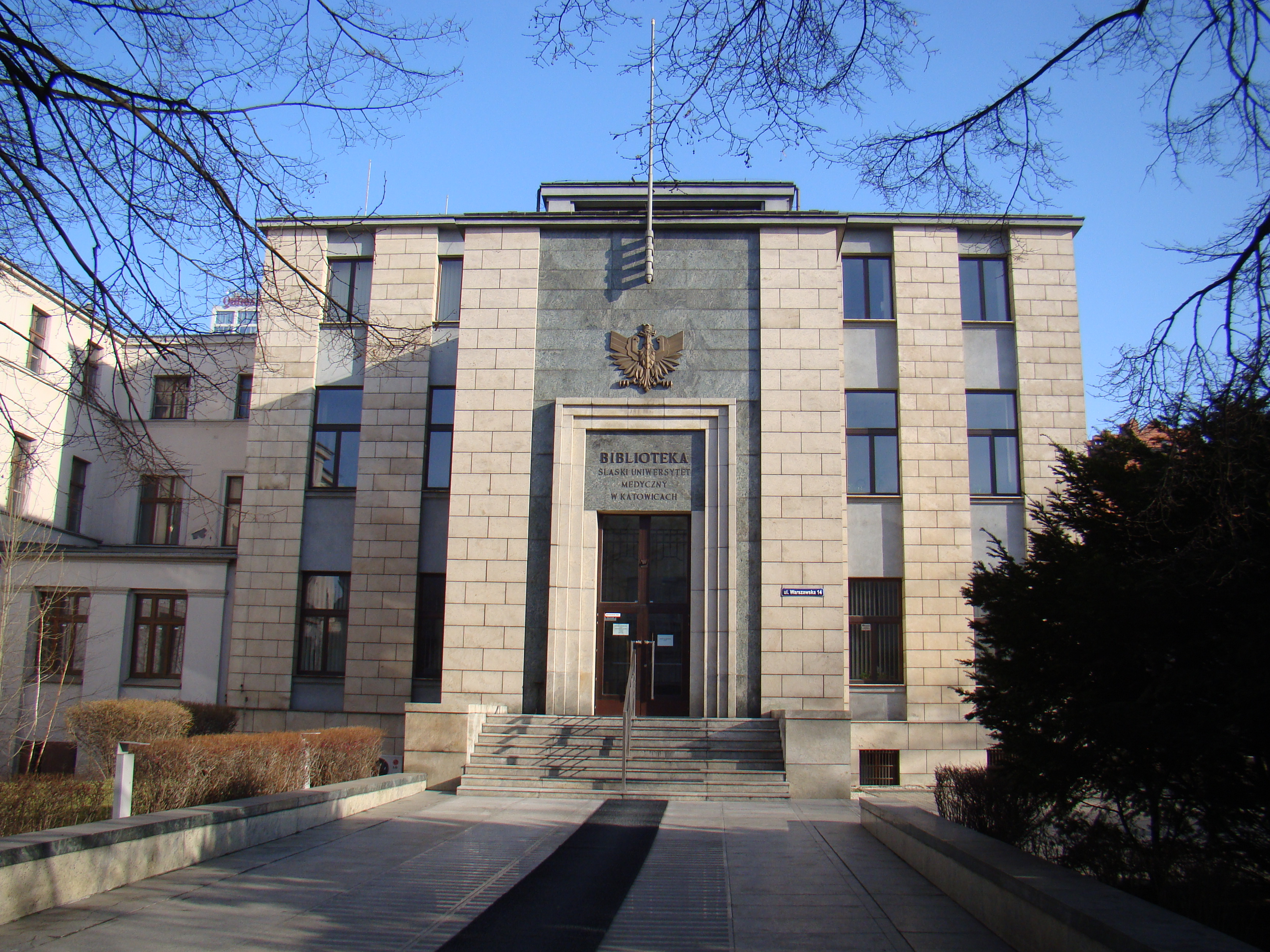
Đại học Y Silesia

Hiệu trưởng đầu tiên của trường đại học và một trong những người sáng lập chính của nó là nhà dịch tễ học, giáo sư Brunon Nowakowski. Trong thập kỷ đầu tiên khi thành lập trường, bốn thị trấn mà trường có thể đã từng được đặt bao gồm Rokitnica, Zabrze, Bytom và Katowice. Vào tháng 12 năm 1957, Hội đồng khu vực đã thông qua nghị định xác lập vị trí cuối cùng của trường tại Katowice.
Năm 1998, Tổ hợp y tế Zabrze-Gliwice được thành lập.
Năm 2002, Khoa Y tế Công cộng, Khoa Chăm sóc Sức khỏe và Giáo dục được và Khoa Sức khỏe Cộng đồng được thành lập.
Quốc hội của Cộng hòa Ba Lan đã cấp tư cách đại học cho trường vào ngày 30 tháng 3 năm 2007. Tên hiện tại đã được sử dụng chính thức vào ngày 20 tháng 6 năm 2007.